# Gynoplistia magnifica
Gynoplistia magnifica là một loài ruồi trong họ Limoniidae. Chúng phân bố ở miền Australasia.